# 张长逊
张长逊（？—637年），雍州栎阳人，自成祖籍南阳郡白水县，唐朝武德年间功臣。
隋代为里长，平南朝陈有功，累至五原郡通守。隋末大乱，他割据五原郡，依附突厥，突厥号长逊为割利特勤。隋義寧元年（617年）四月，李淵在晉陽起兵。二年（618年）四月，张长逊以武都、宕渠、五原等郡归附唐朝，唐朝仍以他为五原太守，不久改任丰州总管。时梁师都、薛举向突厥请兵，邀请渡河一起攻击唐朝。张长逊知道后，假传唐国诏书与突厥莫贺咄设，表示已知道他们的谋划。突厥于是拒绝了梁师都等人的使者，唐高祖嘉之。李淵即位后，派遣右武候骠骑将军高世静出使突厥，以修好始毕可汗。到丰州时，始毕可汗去世，高世静停留不进。继位的处罗可汗闻而大怒，欲渡河南侵。张长逊急忙让高世静带着奠仪金帛三万段出塞，申国家赙赠之礼，突厥乃罢兵。唐高祖大悦，封张长逊父张晖为遂安郡公。授长逊为光禄大夫，封安化郡公。
唐朝派光禄卿宇文歆带着金帛去贿赂突厥颉利可汗，说动突厥派兵与张长逊之众，一起会合于秦王李世民军所，与薛举交战。以功授丰州总管，进封巴国公，赐以锦袍金甲。当时御史认为长逊久居丰州，与突厥连结，不可信赖。张长逊不安，便请求入朝。入朝后拜右武候将军，徙封息国公，赐以宫人、彩物千余段。
武德四年（621年），窦轨率巴蜀兵合围洛阳王世充，唐朝以张长逊检校益州行台左仆射，食邑三千户，食益州实封七百户。之后历任遂、夔二州总管，所在皆有惠政。贞观十一年（637年卒。
有子张孝谟，以父功起家，授吴王府主簿，袭爵巴国公，特加五品，改授胜州长史，历营州都督府长史，食巴州实封三百户。